# 旭川工業団地
旭川工業団地（あさひかわこうぎょうだんち）は、北海道旭川市にある工業団地。

## 概要
旭川市旭山動物園に近接しており、旭川空港まで車で約15分、旭川駅まで車で約25分のアクセスになっている。工業団地には160社の企業が進出している。旭川市工業技術センターは工業技術の向上を図り、産業振興の発展に寄与することを目的としており、道北の工業技術の振興拠点になっている。東日本大震災以降、事業継続計画（BCP）への意識の高まりから地方へ拠点を移す企業が増えており、旭川市は第4期となる工業団地造成を計画している。企業進出に対して北海道・旭川市による優遇措置を設けている。
|          | 旭川工業団地                                |
| -------- | ------------------------------------------- |
| 所在地   | 工業団地1条1丁目〜5条3丁目                  |
| 開発面積 | 97.4 ha（1〜3期分）                         |
| 用途地域 | 工業専用地域（一部準工業地域）              |
| 用水     | 上水道：旭川市上水道 工業用水道：地下水利用 |
| 下水道   | 旭川市下水道                                |
| 電力     | 北海道電力                                  |
| ガス     | 旭川ガス                                    |
| 通信     | 光ファイバー                                |

## 沿革
- 1988年度（昭和63年度）：旭川工業団地（1期）分譲開始[2]。
- 1989年度（平成元年度）：旭川市工業技術センターオープン[3][4]。
- 1991年度（平成06年度）：旭川工業団地（2期）分譲開始[2][8]。
- 1995年度（平成07年度）：旭川工業団地（3期）分譲開始[2][9]。

## 立地企業
50音順
- アールエフ
- 旭川食品
- 旭川田中シール印刷
- 旭川物流
- アルフレックスジャパン
- 上原ネームプレート
- エフ・イー
- エフビーエス
- 片桐紙器
- 北日本機械
- 旭東清掃
- 佐川急便
- サングリン太陽園
- 信越産業
- 正和電工
- 積水化成品北海道
- 竹本容器
- 東豊自動車工業
- 道新総合印刷
- 特一番
- 日建片桐リース
- 日本図書輸送
- 日本リックウィル
- 檜山鉄工所
- ヒロシ工業
- 不二技研工業
- 不二輸送機工業
- 弁釜
- 北海ケミカル
- 北海道福山通運
- ミヤ工業
- モダンデンタルラボラトリー
- ヤンマーアグリジャパン
- レンゴー
- ロバ菓子司
- ロバパン
- ワタキューセイモア
- ワテックス北海道

## アクセス
空港
- 旭川空港

高速道路
- 道央自動車道（北海道縦貫自動車道）：旭川北IC

鉄道
- 日本貨物鉄道（JR貨物）北海道支社
  - 北旭川駅
- 北海道旅客鉄道（JR北海道）
  - 函館本線・宗谷本線・富良野線 旭川駅
  - 石北本線 東旭川駅

以前は工業団地5条3丁目2番地先（旭川物流北側）に「北日ノ出駅」が存在したが
2021年3月13日に廃止されている。
主要道道
- 北海道道37号鷹栖東神楽線
- 北海道道140号愛別当麻旭川線

## 参考資料
- “旭川工業団地”. 北海道・旭川市企業誘致ガイド.  旭川市. 2016年11月9日閲覧。
- “平成27年度 経済観光部 施策の概要” (PDF).   旭川市 (2015年). 2016年11月9日閲覧。